# Dumitru Karnabatt
Dumitru sau Dimitrie Karnabatt (numit și Karnabat, Carnabatt sau Carnabat, cunoscut sub numele de D. Karr, n. 26 octombrie 1877 – d. aprilie 1949) a fost un poet, critic de artă și jurnalist politic, unul dintre reprezentanții minori ai simbolismului. El a fost discipolul lui Alexandru Macedonski și Ștefan Petică, reprezentând școala conservatoare și mistică a simbolismului românesc, și a contribuit periodic la ziarul Seara. A fost soțul scriitoarei Lucrezzia Karnabatt.
Karnabatt a avut o carieră controversată, în special în timpul primului război mondial. Rusofob convins și sceptic față de Puterile Antantei, a dat credibilitate Germaniei și Puterilor Centrale. Colaborarea lui, exemplificată de articolele de propagandă pe care le-a scris pentru Gazeta Bucureștilor, i-a adus o condamnare la închisoare, în martie 1919. A fost eliberat în ianuarie 1920, dar scandalul avea încă repercusiuni în anii 1920, împiedicând cariera sa în presa interbelică.
Simbolismul mistic era o constantă a operei literare a lui Karnabatt. În anii 1930 și 1940 poetul și-a publicat opiniile admirative pentru catolicismul în general, și în special pentru mistica franciscană. Aceste credințe au fost reluate în eseurile și poeziile sale finale, care au primit recenzii mixte.
O carte reprezentativă pentru activitatea sa literară este volumul memorialistic „Boema de altădată”. Sentimentalul care a fost D. Karnabatt a lăsat în această scriere o galerie de portrete. Karnabatt a decis să se cantoneze, scriind despre boema de altădată, în anii săi de tinerețe, începând cu bucuria, privită ca un privilegiu, de a-l fi cunoscut pe Ion Luca Caragiale în 1885, și continuând cu rememorarea unor prieteni dragi, a căror tristă trecere prin timp l-a marcat profund. Exceptându-l pe Barbu Ștefănescu Delavrancea, toate celelalte personaje evocate de el au trăit drama sărăciei, a marginalizării sociale, a bolii, a morții premature. D. Karnabatt reușește să creeze, cu mijloacele simple ale gazetarului ancorat în realitate, o carte de atmosferă. În paginile dedicate orașului natal, Giurgiu, își rememorează anii copilăriei petrecute pe malul Dunării.

## Scrieri
- Rusia în fața cugetărei românești, Editura Minerva, București 1915;
- Sfântul Francisc din Assisi și spiritul franciscan, cu ilustrații de Traian Bilțiu-Dăncuș; Ed. Serafica, Săbăoani-Roman 1920;
- Bohema de altădată, Editura Vremea, București 1944; reeditare cu o prefață de Dan Mucenic, Giurgiu 2014.